# سیستم مالی

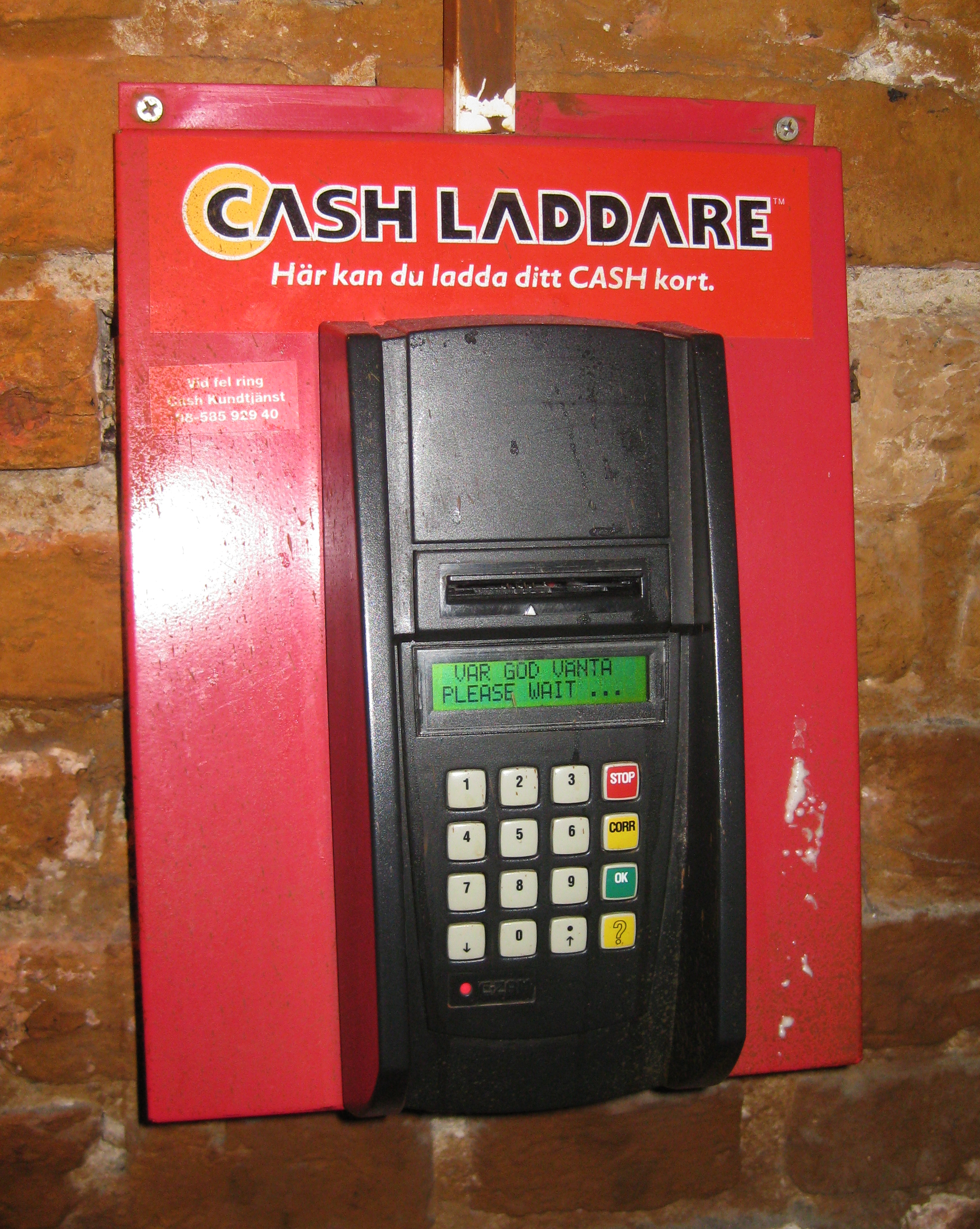
دستگاه انتقال پول از حساب بانکی به «کارت نقدی». کارت نقدی در سال 1997 در سوئد شروع شد، اما دیگر مورد استفاده قرار نمی گیرد.

سیستم مالی (به انگلیسی: Financial system) یا نظام مالی، سیستمی است که امکان تبادل وجه و اعتبار میان مشارکت‌کنندگان در بازارهای اقتصادی (مانند وام‌دهندگان، سرمایه‌گذاران و وام‌گیرندگان) را فراهم می‌کند. کاربرد این سیستم‌ها بطور خاص در سطح ملی و جهانی می‌باشد. سیستم‌های مالی برای برقرای ارتباط مؤثر و منظم میان سرمایه‌گذاران و سپرده‌گذاران، از اجزای مختلف و پیچیده‌ای تشکیل شده‌است، که اغلب توسط بازارها و موسسات مالی پشتیبانی می‌شوند. یک سیستم مالی مدرن از مجموعه‌ای از بانک‌ها (دولتی یا خصوصی)، بازارهای مالی، ابزارهای مالی و خدمات مالی تشکیل می‌شود. سیستم‌های مالی امکان سرمایه‌گذاری و جابجایی ابزارهای مالی را فراهم می‌نمایند و نیز تخصیص بودجه میان بخش‌های مختلف اقتصاد را امکان‌پذیر می‌کنند، همچنین افراد و شرکت‌ها را قادر می‌سازند تا ریسک موجود را به اشتراک بگذارند.